# Kristiansund

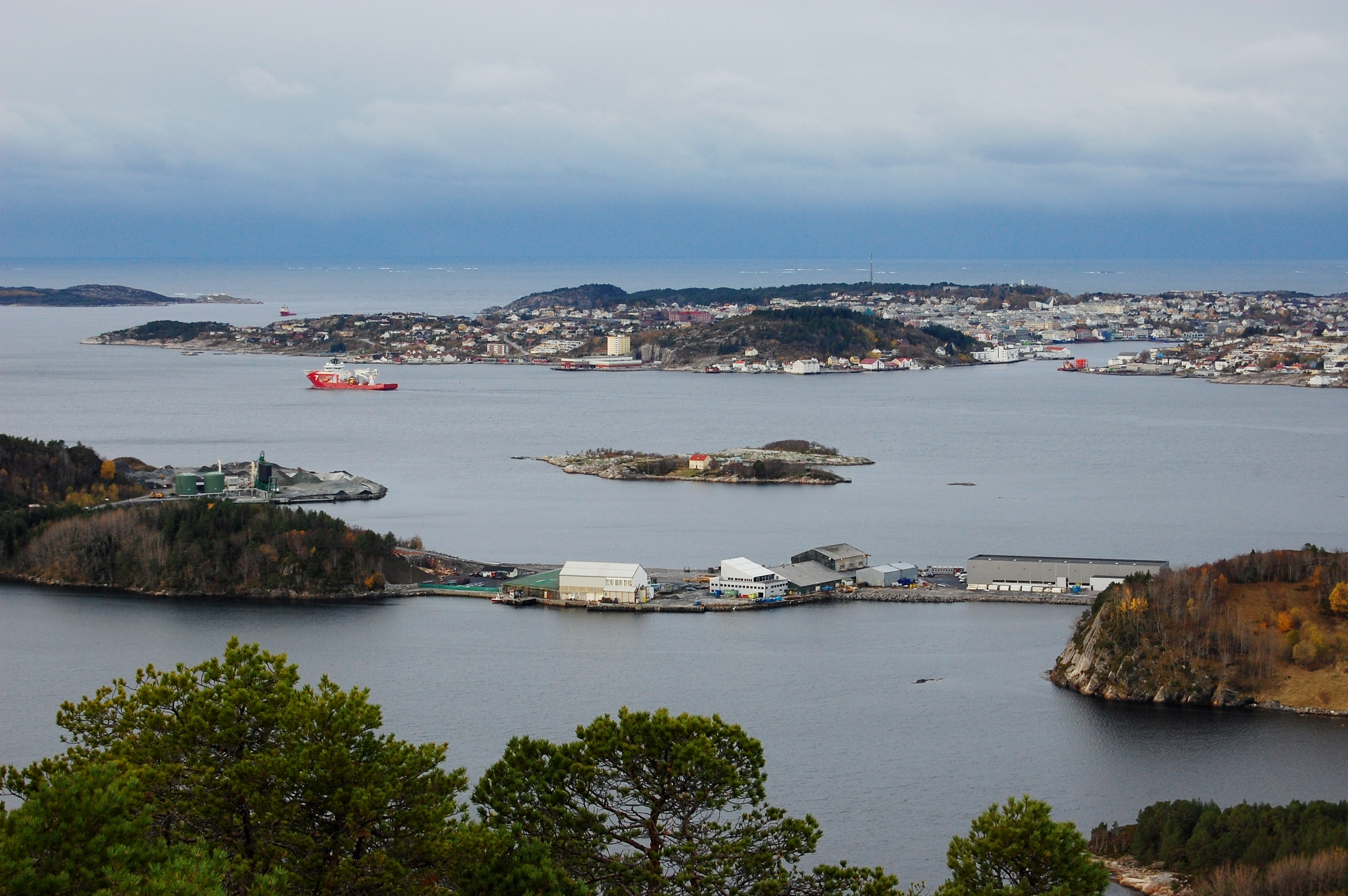
Panorama Kristiansund

Kristiansund (norw. Kristiansund kommune) – gmina w zachodniej Norwegii, w dawnym regionie Vestlandet, okręgu Møre og Romsdal i dystrykcie krajobrazowym Nordmøre. Obecna ("nowa") gmina Kristiansund została utworzona 1 stycznia 2008 z połączenia dwóch gmin: Kristiansund i Frei. Siedzibą władz gminy jest miasto Kristiansund.
Gmina Kristiansund zajmuje powierzchnię 87,44 km² (co daje jej 333. miejsce wśród wszystkich 356 norweskich gmin), a w 2020 r. zamieszkiwana była przez 24 179 osób (51. miejsce pod względem populacji w Norwegii).
Nazwy gminy nie należy mylić z Kristiansand w Sørlandet, dlatego często pisze się Kristiansund N i Kristiansand S.

## Demografia
Według danych z 27 lutego 2020 gminę zamieszkiwało 24 179 osób. Gęstość zaludnienia wynosi 281 os./km². Pod względem zaludnienia Kristiansund zajmuje 51. miejsce wśród norweskich gmin.
| Ludność stan na 27 lutego 2020 |         |           |        |
|                                | Kobiety | Mężczyźni | Razem  |
| Osób                           | 12575   | 11604     | 24 179 |
| %                              | 49,44%  | 50,56%    | 100%   |

## Edukacja
Według danych z 1 października 2020:
- Liczba szkół podstawowych (norw. grunnskolar): 9
- Liczba uczniów szkół podst.: 1963

| Wykształcenie stan na 1 października 2004 |        |         |        |        |
|                                           | Podst. | Średnie | Wyższe | Niezn. |
| Osób                                      | 2775   | 8166    | 2623   | 391    |
| %                                         | 19,89% | 58,52%  | 18,8%  | 2,8%   |

## Sport
- Kristiansund VBK – klub piłki siatkowej mężczyzn

## Władze gminy
Według danych na rok 2015 administratorem gminy (norw. rådmann) jest Just Ingebrigtsen, natomiast burmistrzem (norw. ordfører, d. borgermester) jest Kjell Neergaard.